# Болл, Дэвид
Дэвид Джеймс (Дэйв) Болл (англ. David James Ball, Davе Ball; род. 3 мая 1959, Блэкпул, Ланкашир) — британский электронный музыкант и продюсер. Прежде всего известен как участник дуэтов Soft Cell и The Grid.

## Детство и юность
Родился в городе Честер графства Чешир, Англия, позже был усыновлен семейством Болл в Блэкпуле, Ланкашир. Болл рос под влиянием классической музыки, которую предпочитала его мать, и музыки Джона Барри, с которой он познакомился через отца — любителя фильмов о Джеймсе Бонде. Позже он приобрел страсть к северному соулу и был завсегдатаем соул клубов Блэкпула (таких как Wigan Casino и Blackpool Mecca). Интерес к электронной музыкой у Болла возник в 1974 году, когда он услышал революционную композицию «Autobahn» группы Kraftwerk.
В 1977 году Болл поступил в городской университет Лидса (в то время «Политехнический университет Лидса»), по направлению изобразительного искусства. Там он познакомился с Марком Алмондом: увидев, как Болл экспериментирует с синтезаторами в небольшой студии заведения, Алмонд попросил его сделать музыкальное сопровождение для его студенческих перформансов. В скором времени они начали делать совместные проекты.

## Карьера

### Как музыкант
В 1978 году, ещё обучаясь в университете, Болл и Алмонд создали дуэт Soft Cell и вскоре стали известны в молодёжных кругах Лидса. Большая часть ранних песен группы (впоследствии выпущенных в виде демо записей) была полностью написана Боллом, но в итоге сочинение текстов перешло к Алмонду. Их первая пластинка — «Mutant Moments EP», выпущенная в 1980 году, была финансирована матерью Болла. Дуэт получил всемирную известность в 1981 году с выпуском сингла «Tainted Love» и просуществовал до 1984 года, выпустив 3 студийных альбома.
Будучи ещё в Soft Cell в 1983 году, Болл выпустил свой первый сольный, экспериментальный альбом «In Strict Tempo», в записи которого участвовали Дженезис Пи-Орридж, Гейвин Фрайди, Вирджиния Астли и его жена Джинни Болл. Также Болл совместно с Пи-Орриджем работал над саундтреком к западногерманскому андеграунд фильму «Декодер» (в фильме ещё неоднократно звучит песня Soft Cell «Seedy Films»). В том же году участвовал в записи альбома «The Crackdown» группы Cabaret Voltaire.
После распада Soft Cell Болл создал новую группу Other People, в которую вошли Джинни Болл и Энди Эстл: ими был выпущен один единственный сингл «Have A Nice Day» в 1984 году. В 1987 году был в составе группы Ornamental с Роуз Макдауэлл, участвовав в записи только первого сингла «No Pain». Тогда же с Ником Сандерсоном (экс-Clock DVA) и Джейми Джонсоном образовал группу English Boy On The Loveranch: они выпустили два хай-энерджи сингла — «The Man In Your Life» и «Sex Vigilante», и давали концерты.
C 1988 по 1990 годы супруги Болл были в составе Psychic TV. В частности, Дэйв Болл активно участвовал в создании «липовых» сборников «Jack The Tab» и «Tekno Acid Beat» — первых эйсид-хаус альбомов, записанных в Британии. Тогда же он познакомился с Ричардом Норрисом: вместе, под названием M.E.S.H., они записали композицию «Meet Every Situation Head On».
Сотрудничество Болла и Норриса в Psychic TV вскоре привело к созданию хаус и техно дуэта The Grid. С 1990 по 1994 годы они выпустили 3 студийных альбома. В 1991 году участвовали в записи сольного альбома Марка Алмонда «Tenement Symphony». Также Болл занимался ремиксами (как самостоятельно, так и с Норрисом) для таких исполнителей как Алмонд, Дэвид Боуи, Ванесса Мэй, Erasure и другие. В 1996 году дуэт объявил о перерыве в их деятельности.
К 2000 году Болл и Алмонд вновь воссоединились как Soft Cell и в 2002 году выпустили альбом «Cruelty Without Beauty», за которым последовало несколько концертов. В 2004 году, после тяжелой аварии, отправившей Алмонда в кому, отношения между ним и Боллом ухудшились, и дуэт вновь распался. Хотя это не помешало выпуску альбомов с ранними демо записями и ремиксами Soft Cell на протяжении 2000-х: Болл работал над ними самостоятельно, под надзором бывшего менеджера группы Стиво Пирса.
В 2005 году Болл и Норисс возобновили совместную деятельность и объединились с электроклэш певицей Мисти Вудс под названием Misty Woods & GDM. В 2008 году The Grid выпустили свой четвёртый альбом «Doppelgänger».
В 2010 году Болл совместно с Гайвином Фрайди записал кавер на композицию «Ghost Rider» дуэта Suicide, для серии EP релизов, приуроченных к 70-летию вокалиста Алана Вега. Тогда же Болл сформировал электро-панк группу Nitewreckage с вокалисткой Силин Хиспич и музыкантами Риком Малхоллом и Терри Нилом. Их дебютный альбом «Take Your Money And Run» вышел в 2011 году и был спродюсирован Мартином Рашентом.
В 2016 году Болл совместно с классическим пианистом Джоном Сейведжем выпустил эмбиент альбом «Photosynthesis»,
К 2017 году произошло второе воссоединение Soft Cell, и 30 сентября 2018 года Алмонд и Болл дали свой последний концерт как дуэт. В этом же году Болл выпустил очередной эмбиент альбом уже в рамках The Grid — «One Way Traffic».
В 2019 году Soft Cell продолжают выпускать различные релизы, и Болл аннонсирует новый студийный альбом проекта в работе, а также свою автобиографию. Книга носит название «Electronic Boy: My Life In And Out Of Soft Cell» и вышла 11 июня 2020 года; она также издается в специальном наборе со сборником ранних демозаписей Soft Cell, лучших композиций, на которыми работал Болл на протяжении своей карьеры, и одного нового трека.

### Как продюсер
Ещё в 1982 году Болл начал проявлять себя в продюсерской деятельности: сначала над дебютными синглами «My Private Tokyo» и «Je T’aime» для дуэта Vicious Pink Phenomenon, который до этого подпевал на ранних выступлениях и первом альбоме Soft Cell, а потом для первого сингла Marc and the Mambas, стороннего проекта Алмонда, — «Sleaze (Take It, Shake It)». Иные продюсеры также не привлекались к сольному альбому Болла «In Strict Tempo» и, финальному на тот момент, альбому Soft Cell «This Last Night In Sodom» (оба записаны в 1983 году). В 1986 году Болл спродюсировал второй и последний альбом Virgin Prunes «The Moon Looked Down and Laughed». До конца 80-х Болл также продюсировал релизы для других синти и инди проектов.
На протяжении 1990-х Болл продюсировал различных исполнителей совместно с Инго Вауком, в частности несколько песен Кайли Миноуг (для альбома 1997 года «Impossible Princess»), Ванессы Мэй (альтернативная версия «Classical Gas») и группы Earl Brutus. Они же и стали продюсерами альбома Soft Cell 2002 года «Cruelty Without Beauty». К альбомам The Grid сторонние продюсеры не привлекались, однако Ваук принимал участие в их записи как инженер.
С 2016 года Болл продюсирует сольные альбомы Анни Хоган и Гейвина Фрайди. Альбом Хоган «Lost In Blue» вышел в 2019 году; в его записи приняли участие Лидия Ланч, Кид Конго Пауэрс, Вольфганг Флюр, Ричард Стрейндж, Силин Хиспич, Гейвин Фрайди и Рик Малхолл (как сопродюсер). Также, вновь самостоятельно, он спродюсировал собственный альбом «Photosynthesis» (2016) и новые релизы Soft Cell (с 2018 года).

## Личная жизнь
Во время записи дебютного альбома Soft Cell «Non-Stop Erotic Cabaret» в Нью-Йорке, Болл состоял в отношениях с известной на тот момент представительницой клубной сцены города и диджеем Анитой Сарко.
В 1983 году Болл женился на Джинни Болл (урожденная Вирджиния Хьюис), которая в то время была в составе Marc and the Mambas и участвовала в записи альбома Soft Cell «This Last Night In Sodom». В 1984 году у них родился сын Джеймс. В настоящее время в разводе.
Ныне Болл живёт в Кеннингтоне, Лондон.

## Дискография
Сольные альбомы:
- In Strict Tempo (1983, Some Bizzare, Phonogram)
- Photosynthesis (с Джоном Савейджом; 2016, Cold Spring)

Альбомы в составе Psychic TV:
- Allegory and Self (1988, Temple)
- Jack The Tab - Acid Tablets Volume One (1988, Castalia)
- Tekno Acid Beat (1988, Temple)
- Towards Thee Infinite Beat (1990, Temple)
- Beyond Thee Infinite Beat (1990, Temple)